# Theme Park
Theme Park és un joc, llançat originalment per a MS-DOS, de creació de parcs d'atraccions. Aquest és un joc creat per Bullfrog, una companyia anglesa, filial de Electronic Arts. És un joc de l'any 1994, en el seu moment va ser un joc bastant acceptable malgrat els seus gràfics. Algunes característiques del joc, són les hores de joc en les quals pots estar enganxat a la pantalla del teu ordinador jugant, malgrat la dificultat en alguns moments, és un joc molt addictiu. Donat el seu èxit de vendes el joc va ser posteriorment versionat per a múltiples plataformes: Panasonic 3DO, Amiga, Mega Drive, PlayStation, Sega Saturn, Super Nintendo, Atari Jaguar, Apple Macintosh, Mega CD i Nintendo DS.

## Joc
El joc consisteix a iniciar la partida amb un capital i un terreny de Londres, i posteriorment d'altres països, on començar a construir el parc. En una pantalla es mostren les atraccions disponibles i el seu cost, en una altra les botigues, en una altra els accessoris (fanals, jardins, serveis, fonts ...) i en l'última el personal (mecànics, guàrdies, netejadors i animadors). També hi ha eines per crear camins (per desplaçar-se pel parc) i cues (per esperar a les atraccions). Un cop obert el parc, arriba gairebé mensualment un autobús carregat de visitants que accedirien al parc, si aquest té bones instal·lacions aquests romanen en ell durant un temps, en què fan servir les atraccions, consumeixen a les botigues, usen els serveis ... l'entrada al parc permet als visitants pujar a les atraccions de forma il·limitada i gratuïta, tot i que també deixaven diners a les botigues. Depenent de la plataforma, és possible fer un tour del parc o d'una de les atraccions.
El joc conté 3 modes de joc:
- Proves: en on el jugador només pot construir edificis, contractar personal o demanar préstecs.
- Simulació: en on el jugador pot fer investigacions, però el sindicat i els proveïdors interrompen el joc per fer reajustaments al personal i als preus, respectivament.
- Pro: en on el jugador ha de revisar l'inventari i trucar als proveïdors en cas de manca d'estoc, a més de ser un inversor.

La partida consisteix a situar el teu parc com a número u del món en les sis categories. Això s'aconseguia construint un parc, vendre-ho en una subhasta al millor postor (obtenint majors beneficis per començar més fort en un altre lloc), i repetir això diverses vegades. El joc permetia també un mercat de valors on podien ser comprades accions dels altres parcs (en manera de joc Pro).
L'economia consisteix a atreure la major quantitat de gent al parc perquè paguin l'entrada, un cop dins del parc, aquests gastaven diners en botigues (on has de guanyar el major percentatge de beneficis, sense passar-te de preu, ja que no comprarien res), jocs i tómboles (on cal jugar amb la probabilitat de ser premiat, cost de la partida i valor del premi). També es podia invertir en borsa, per treure uns ingressos extra, o perdre diners. Si al final d'any, una característica del parc és molt bona (tenir una gran muntanya russa, tenir un parc bonic ...), es rep un premi econòmic. 

Com a despeses, hi ha les inversions: comprar noves instal·lacions (atraccions i botigues), investigar en altres noves (al principi hi ha molt poca varietat d'instal·lacions), construir camins, cues, adquirir autobusos i magatzems majors ... com a despeses corrents estan els sous dels treballadors i el manteniment de les instal·lacions. La manca de personal implica camins bruts, atraccions defectuoses, vandalisme i descontentament dels visitants. De tant en tant (excepte en mode proves), els treballadors exigeixen un augment de sou i els proveïdors exigiran augment de preus dels seus productes, en aquest cas, cal negociar amb el sindicat i els proveïdors, respectivament, i si no es arriba a un acord abans d'hora, els treballadors fan vaga i els proveïdors impediran que enviï la càrrega, respectivament.
El manteniment del parc consisteix a comprar atraccions, botigues i tómboles i situar-les al parc, construir camins per accedir-hi, situar cartells d'orientació (perquè els visitants trobin abans el que busquen). També cal posar serveis higiènics, i cal netejar sovint (el personal de neteja s'encarrega d'això quan passa a prop), ja que segons el model de servei aquests s'embruten quan porten un determinat nombre d'usos des de l'última neteja. Quan estan bruts, fan que els visitants vomiten quan passen a prop, creant "un caos de vomitades" a la zona. Hi ha tres models de serveis, les latrines i els futuristes s'embruten als cinc usos, i els serveis normals als 10. Els camins s'embruten pels embolcalls del menjar i els gots, quan els dipositen els visitants després de fer les consumicions a les botigues, si els camins estan molt bruts, es produeix descontent entre els visitants. Els camins també s'embruten amb vomitades, quan alguns visitants baixen d'atraccions molt marejats, vomiten a terra. El manteniment de les atraccions consisteix a reparar-les, ja que en cada cicle de funcionament acumulen una quantitat d'avaries i fallades, segons van augmentant l'ús, sinó es fa manteniment l'atracció treu fum i es torna insegura, i si aquesta arriba a un límit, l'atracció explota fent-se malbé, i inutilitzant el sòl que ocupava. El manteniment també consistia a posar alguns adorns al parc.
Les atraccions són de molts tipus, algunes són tipus flat ride, a les quals l'únic que cal fer era situar l'atracció al parc, la seva entrada i la seva sortida. A les atraccions que segueixen un recorregut (muntanyes russes, ràpids) es pot traçar la trajectòria de l'atracció, definir l'altura (només en muntanyes russes) i posar elements (a la muntanya russa d'acer havia disponibles un ris i un tirabuixó, per la de fusta, un tram inundat), el recorregut d'aquestes atraccions no podia creuar-se, és a dir, que un tram de via passés per sobre d'un altre, ni que estigués a una altra cota, tampoc permetia peralts. Les atraccions tenen diversos controls, un permetia variar la capacitat de l'atracció (per divertir a més visitants en el mateix temps), un altre permetia variar la velocitat (una major velocitat permet divertir més als usuaris, o escurçar els cicles per augmentar la capacitat) i un altre control de temps, per definir la durada de cada cicle. Hi ha un altre control que avisa a un mecànic perquè la repari, és útil si aquesta està bastant avariada. Un altre control permetia encendre i apagar l'atracció, útil si està en les últimes, per evitar la seva explosió. Els visitants no tenien preferència per cap atracció, i muntaven en totes sense importar el seu tipus.
En acabar l'any fiscal, apareix un resum on es detecta els guanys i pèrdues, a més del cost d'arrendament. S'acaba el joc si el jugador porta més de 2 anys fiscals sense sortir de nombres negatius.

## Theme Park World
És la segona part de la saga, disponible per Windows, Mac i PlayStation. Els seus gràfics estan en 3D encara que són molt millorables. Va sortir el 1999, es podria dir que aquest joc va sortir en competència a la sèrie RollerCoaster Tycoon.
El sistema és semblant al primer joc, construeixes camins, atraccions, també mantenir els visitants contents es fa un repte en aquest joc, igual que en la primera part ...
En resum és un joc addictiu, però no tant com pot ser la seva primera part tot i ser aquesta és pitjor gràficament.
També està disponible per a Nintendo DS.

## Theme Hospital
Theme Hospital és un videojoc de simulació creat també per Bullfrog en 1997 per a PC. El seu títol entronca amb el joc previ de gran èxit, Theme Park, i amb l'hospital on es desenvolupa el joc. El jugador ha de construir les consultes, serveis i contractar personal perquè atengui onades de pacients amb malalties imaginàries (amb un humor irònic i gràfics de dibuixos animats), com ara tenir el cap inflat o la llengua caiguda de tant parlar. Es tracta de guarir un cert nombre de pacients per nivell per assolir la xifra desitjada de beneficis i fer créixer l'hospital.